# Pena capital en el Reino Unido

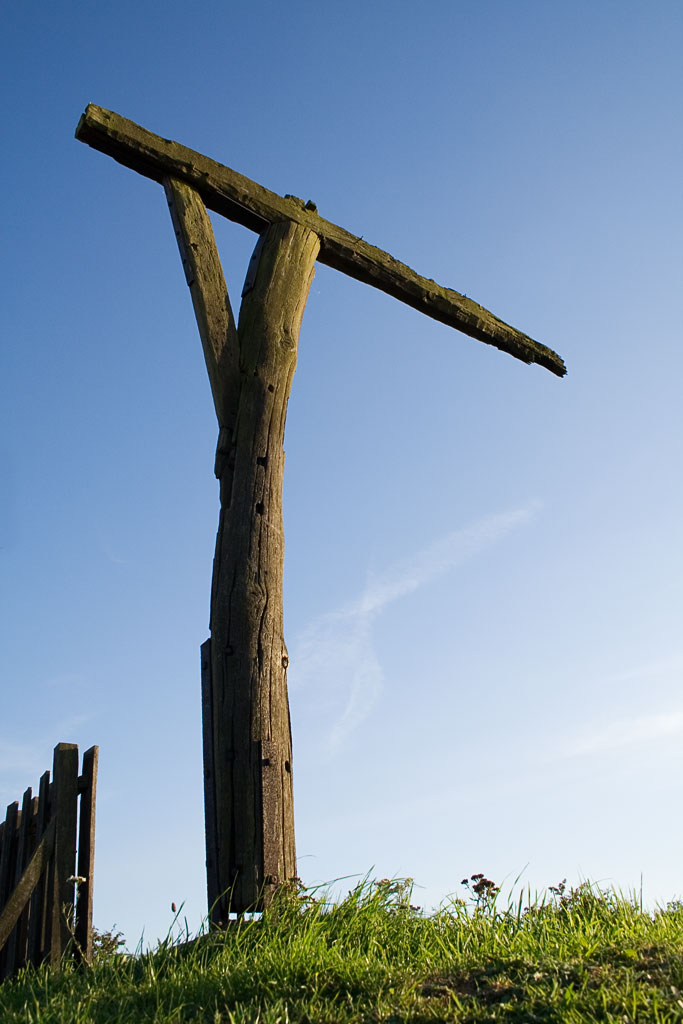
Reconstrucción de una horca en Caxton Gibbet en Reino Unido

La Pena capital en el Reino Unido existió desde la creación del Estado en 1707 hasta que se abolió en el siglo XX. Las últimas ejecuciones en el Reino Unido por ahorcamiento se llevaron a cabo en 1964, mientras que la pena de muerte se abolió para delitos de asesinato, en 1969 en Gran Bretaña y en 1973 en Irlanda del Norte. Aunque esta pena no se ha aplicado desde entonces, se mantuvo en el Código para determinados delitos hasta 1998.

## Los orígenes en la ley inglesa
El ahorcamiento como forma de castigo capital fue introducido en Inglaterra por los invasores anglosajones del siglo V. Allá por el siglo X se había convertido en un método común de ejecución. Guillermo el Conquistador decretó que el ahorcamiento se debía utilizar solamente para los conspiradores o en tiempos de guerra, y pidió que en su lugar los criminales fueran castrados y dejados ciegos. Waltheof, Conde de Northumbria, fue el único señor que fue ejecutado formalmente durante su reinado.
Guillermo Rufus reintrodujo la horca pero solamente para los que culpables de robar ciervos reales. Se le conoce también por haber ejecutado solo a un aristócrata, Guillermo de Aldrie. Enrique I volvió a usar el ahorcamiento como principal método de ejecución para muchos crímenes. Guillermo FitzOsbern fue la primera persona ejecutada sobre la que hay constancia en Tyburn en 1196. El árbol que cuelga (cerca del actual Speakers' Corner en Hyde Park) llegó a ser notorio. Bajo el reinado de Enrique VIII se calcula que unas 72 000 personas fueron ejecutadas por varios métodos entre los que se incluyen el escaldamiento, la quema en la estaca, decapitación, y la horca, junto con la castración y el descuartizamiento.
Sir Samuel Romillyse dirigió a la Cámara de los Comunes en cuanto al castigo capital en 1810, y declaró lo siguiente:

(no hay) ningún país en la faz de la tierra en el cual existan tan diversas ofensas según la ley que se castiguen con la muerte como en Inglaterra.

Conocido como el código sangriento, unos 220 delitos eran susceptibles de ser castigados con la pena capital. Esos crímenes incluían ofensas tales como estar en la compañía de los gitanos por un mes, evidencia fuerte de la maldad en un niño de entre 7 y 14 años de edad y ennegrecer la cara o usar un disfraz mientras se cometía un crimen. Muchas de estas ofensas habían sido introducidas para proteger la característica de las clases ricas que emergieron durante la primera mitad del siglo XVIII; un ejemplo notable es el Ley Negra de 1723, que creó cincuenta delitos capitales para varios actos del hurto y de escalfar.
Mientras que las ejecuciones para el asesinato, el robo con allanamiento de morada, y el robo, eran comunes, las sentencias de muerte de delincuentes de menor importancia a menudo se llevaron a cabo. Sin embargo, se ejecutaron niños sobre todo por delitos de menor importancia como robar. Una sentencia de muerte se podía conmutar o ser pospuesta permanentemente, por razones como ventaja del clero, perdones oficiales, embarazo del delincuente, o el deber militar o naval. Entre 1770 y 1830, 35 000 personas fueron condenadas a la muerte en Inglaterra y País de Gales, pero solo se llevaron a cabo 7000 ejecuciones.

## Reforma
En el año 1808, Romilly eliminó la pena de muerte para los arrebatadores y delincuentes menores, comenzando un proceso de reforma que continuó durante los 50 años posteriores. Puesto que la pena de muerte era obligatoria (aunque se conmutaba con frecuencia por el gobierno), la Judgement of Death Act de 1823 otorgó a los jueces la facultad de conmutar la pena de muerte para todos los crímenes capitales excepto traición y asesinato. La Ley de 1823 redujo el número de delitos capitales en dos tercios. Gibbeting (la exhibición pública de cadáveres ejecutados) fue suprimido en 1832, y el colgamiento en cadenas se abolió en 1834. En 1861, varias Leyes del parlamento (24 y 25 Vict; la C. 94 a la C. 100) redujeron a cinco el número de delitos capitales: asesinato, traición, espionaje, delito de incendio en los astilleros reales, y piratería con violencia (así como ofensas bajo ley militar). La pena de muerte seguía siendo obligatoria para la traición y el asesinato, salvo que fuera conmutada.
La Comisión real en el castigo capital (1864-66) concluyó (con un voto en contra) que no había caso para la abolición, y que recomendó la suspensión de las ejecuciones públicas, y se incluyó en La Capital Punishment Amendment Act de 1868 del castigo (enmienda). Entonces las ejecuciones en la isla de Gran Bretaña se llevaron a cabo en la prisión. La práctica de decapitar y de descuartizar a traidores ejecutados, se suspendió en 1870.
En 1885, Juan Babbacombe Lee fue condenado a la horca por asesinato, aunque él mantuvo su inocencia. Sin embargo, el 23 de febrero en la prisión de Exeter, se llevaron a cabo tres tentativas de ejecución sin resultado positivo (una de las bisagras de la trampa de la barra no se desprendió - ver documentos de Ministerio del Interior en el asunto). Consecuentemente, sir Guillermo Harcourt de la Secretaria de Asuntos Internos conmutó la sentencia por el encarcelamiento de por vida. Los jóvenes menores de 16 años pudieron ser ejecutados solo a partir de 1908. Y en 1922, se introdujo un nuevo delito de infanticidio que substituyó el cargo de asesinato para las madres que mataban a sus niños en el primer año de vida.
En 1930, un comité parlamentario recomendó que la pena capital se suspendiera durante cinco años, pero no se llegó a aprobar. A partir de 1931 las mujeres embarazadas podían ser ahorcadas tras el nacimiento del hijo, y en 1933 la edad mínima para la pena capital se situó en los 18 años (la última ejecución de una persona menor de 18 años, fue la de Charles Dobel, 17 años, ahorcado en Maidstone junto a su cómplice Guillermo Gower, de 18 años, en enero de 1889).
En 1938, la solicitud de abolición de la pena capital se llevó al parlamento. Una cláusula de la cuenta criminal de la justicia propuso una suspensión temporal de cinco años de la pena de muerte. Cuando la guerra estalló en 1939 se pospuso. Se restableció después de la guerra, y frente a la sorpresa general se aprobó inesperadamente por una mayoría en la Cámara de los Comunes (245 a favor y 222 en contra). En la Cámara de los Lores la cláusula de la abolición cayó, pero el resto de la ley fue aprobada. El apoyo popular para la abolición era nulo, y el gobierno decidió que sería inadecuado que implantara su supremacía invocando la decisión del parlamento sobre un asunto tan impopular.
En su lugar, el Ministro del Interior constituyó nueva comisión real (la Comisión real en el castigo capital, 1949-1953), con instrucciones de determinar si la responsabilidad de sufrir el castigo capital debía ser limitada o modificada. El informe de la Comisión discutió un número de alternativas a la ejecución en la horca pero las rechazó. Tuvo más dificultad con el principio del castigo capital. La opinión popular creyó que la pena de muerte actuaba como impedimento para los criminales, pero la estadística del informe era poco concluyente en este sentido. Mientras que el informe recomendó la abolición desde un punto de vista ético, no hizo ninguna mención de posibles desvíos de la justicia. Concluyó que, salvo que hubiera una abrumadora opinión pública a favor de la abolición, la pena de muerte debía ser conservada.
Entre 1900 y 1949, ejecutaron a 621 hombres y a 11 mujeres en Inglaterra y País de Gales. Trece agentes alemanes fueron ejecutados durante la Segunda Guerra Mundial. La Ley 1940 de la traición era la única ley en el siglo XX para crear una nueva ofensa capital en ley civil. Antes de 1957, un número de casos polémicos había destacado la aplicación nuevamente del castigo capital. Recompensaron los paladines para la abolición parcialmente con el acto 1957 del homicidio. El acto traído en una distinción entre el homicidio capital y no capital. Solamente seis categorías del asesinato eran castigables ahora por la ejecución:
- Asesinato en el curso o el fomento del hurto
- Asesinato tirando o causando una explosión
- Asesinato mientras se resiste la detención o durante un escape
- Asesinato de un oficial de policía
- Asesinato de un oficial de la prisión por parte de un preso
- El segundo de dos asesinatos confiados en diversas ocasiones (si ambos hechos hubieran sucedido en Gran Bretaña)

La policía y el gobierno eran de la opinión que los delincuentes eran disuadidos por la pena de muerte, de portar armas, y por esta razón tales ofensas seguían siendo castigables por muerte.

## Abolición

### Asesinato
En 1965, el parlamentario laborista, Sydney Silverman, que se había dedicado a la causa de la abolición durante más de 20 años, propuso un proyecto de miembro privado para la abolición que fue pasado en un voto libre en la Cámara de los Comunes por 200 votos a 98. Un voto libre -tradicionales para los temas de conciencia tales como aborto y castigo capital- es uno en el cual los partidos políticos no indican a sus parlamentarios cómo votar. El proyecto fue aprobado posteriormente por la Cámara de los Lores por 204 votos a 104.
La Ley de 1965 (abolición de la pena de muerte) por asesinato, suspendió la pena de muerte en Inglaterra, País de Gales y Escocia, para el asesinato, por un período de cinco años, y la sustituyó por una sentencia obligatoria de encarcelamiento de por vida. En 1969 la ley volvió para la renovación y el Secretario, James Callaghan, propuso una moción para hacer permanente esa ley, que fue aprobada por ambas cámaras el 18 de diciembre de l969. La pena de muerte para el asesinato fue suprimida en Irlanda del Norte bajo acto 1973 de Irlanda del Norte (provisiones de emergencia).
Después de la abolición de la pena de muerte para el asesinato, se convirtió en una tradición que el parlamento llevara a cabo un voto libre en un movimiento que proponía la restauración del castigo capital en cada sesión. Este movimiento fue derrotado siempre. Sin embargo, la pena de muerte todavía sobrevivió para otros crímenes, a saber:
- Traición (hasta 1998)
- Piratería con violencia (hasta 1998)
- Causar un fuego o una explosión en un astillero, una nave, un compartimiento, o un almacén naval (hasta 1971)
- Espionaje (hasta 1981)
- Ciertos crímenes bajo jurisdicción de las fuerzas armadas, tales como motín (hasta 1998).

Sin embargo no fueron realizadas más ejecuciones bajo la ley británica.

### Últimas ejecuciones

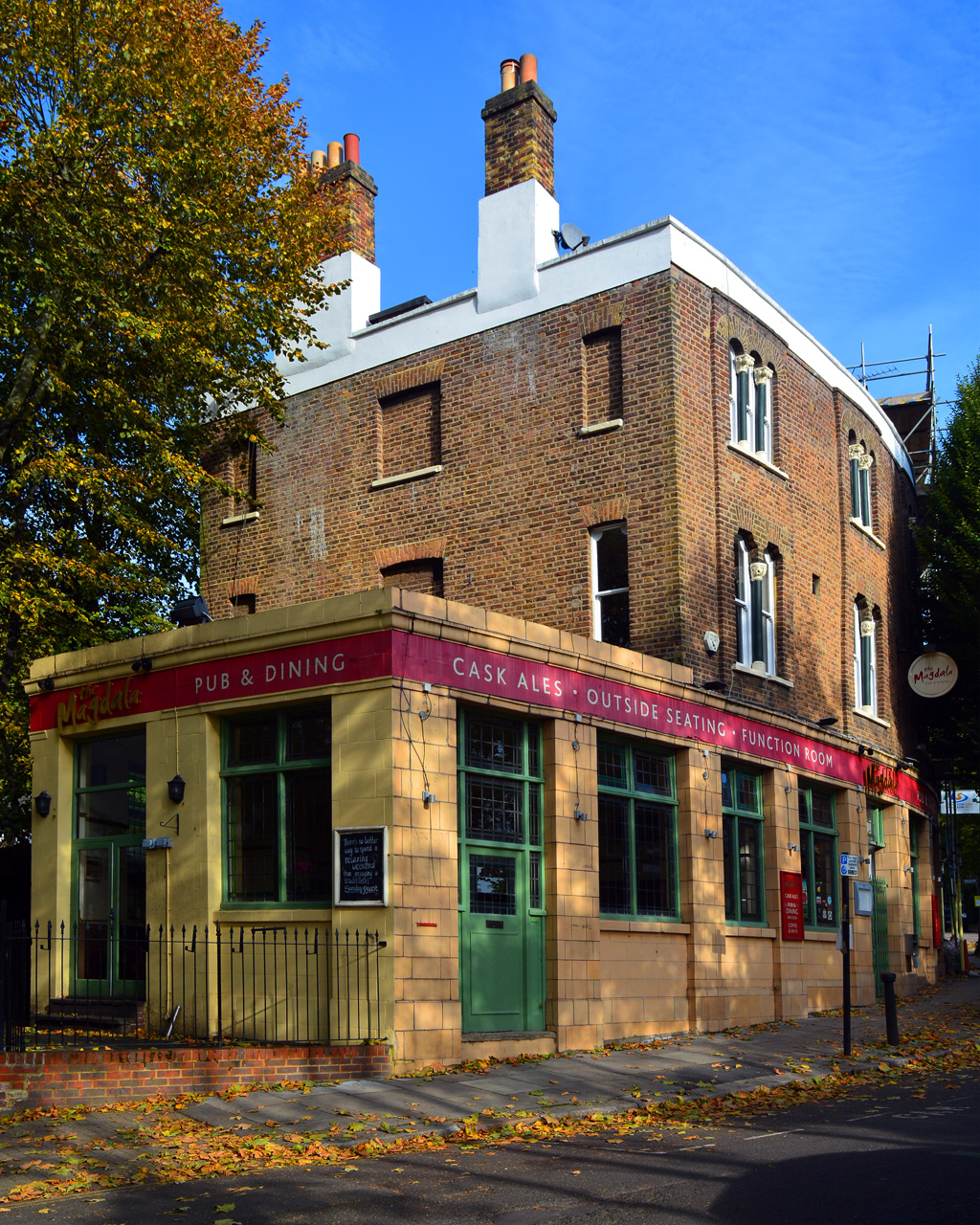
Lugar donde Ruth Ellis mató a su novio en 1955

La última mujer que fue ejecutada en Gran Bretaña se llamaba Ruth Ellis y murió en la horca el 13 de julio de 1955. Su caso atrajo mucha expectación debido a la diferencia de clase social que había entre asesina y asesinado. Tanto es así que en 1985 Mike Newell dirigió una película sobre el caso interpretada por Rupert Everett y Miranda Richardson, titulada Bailar con un extraño.
El 13 de agosto de 1964 a las 8 de la mañana, Peter Anthony Allen, en la prisión de Walton en Liverpool, y Gwynne Owen Evans, en la prisión de Strangeways en Mánchester, fueron ejecutados, ambos por el asesinato de John Alan West el 7 de abril de ese año. Estas fueron las últimas ejecuciones en Gran Bretaña.

### Las últimas sentencias de muerte
- La última persona condenada a muerte en Inglaterra fue David Chapman, que fue condenado a la horca en noviembre de 1965 por el asesinato capital de un vigilante nocturno de la piscina en Scarborough. Lo liberaron de la prisión en 1979, y más adelante falleció en un accidente de coche.
- La última persona que se condenó a la muerte en Escocia fue Patrick McCarron en 1964, por disparar fatalmente a su esposa. Fue colgado en la prisión en 1970.
- La última persona que se condenó a la muerte en el País de Gales fue Edgar Black, quien fue indultado el 6 de noviembre de 1963. Había disparado con consecuencia fatal al amante de su esposa en Cardiff.
- La última persona que se condenó a la muerte en Irlanda del Norte fue William Holden en 1973, por el asesinato capital de un soldado británico durante "los problemas". Quitaron a Holden de la celda de la muerte en mayo de 1973.

### Abolición final
La ley de 1971 de daño criminal suprimió la ofensa del delito de incendiar en los astilleros reales. La ley de disciplina naval de 1957 redujo el alcance del espionaje capital de todos los espías para el enemigo a los espías en las naves o las bases navales. Luego la Ley de Fuerzas Armadas de 1981 abolió la pena de muerte por espionaje.
Bajo una modificación de la Cámara de los Lores a la Ley de 1998 de Crimen y Desorden, la pena de muerte fue abolida para la traición y piratería con violencia, reemplazándola con pena de prisión perpetua. El 20 de mayo de 1998, la Cámara de los Comunes votó la ratificación del sexto Protocolo de la Convención Europea sobre Derechos Humanos, prohibiendo la pena capital excepto en "tiempo de guerra o inminente amenaza de guerra". Las últimas previsiones para la pena de muerte en jurisdicción militar (incluyendo tiempo de guerra) fueron abolidas cuando entró en vigencia la Ley de Derechos Humanos de 1998, el 9 de noviembre de 1998. Posteriormente el Reino Unido (10 de octubre de 2003) accedió al Protocolo 13 el cual prohíbe la pena de muerte bajo cualquier circunstancia.
Como un legado de los tiempos coloniales, algunas islas en las Indias Occidentales todavía tenían al Comité Judicial Británico como la última corte de apelación. Aunque la pena de muerte fue retenida en esas islas, el consejo podría demorar o denegar las ejecuciones.